# 肖迪奇高街站
肖迪奇高街站（英語：Shoreditch High Street railway station）是伦敦地上铁东伦敦线的一座车站，位于伦敦的哈克尼區和塔村區，属于第1收费区。

## 概況
本站建在1840年就已建成的車站肖迪奇站的舊址上，該站在後來更名為主教門站并改為貨運用途，但該站在1964年便毀於一場火災，一直廢棄直至2005年被拆除。

## 历史
1994年，本站的計劃名稱是主教門站。本站在2010年4月27日投入使用。

## 列车服务
2010年12月起，每周一至周六的列车班次间隔为5-10分钟。周日13:00之前的班次间隔为5-9分钟，之后为7-8分钟
非高峰期：
- 北行列车至海布里及伊斯灵顿站方向：每小时8班
- 北行列车至达尔斯顿交汇站方向：每小时8班
- 南行列车至西克罗伊登站方向：每小时4班
- 南行列车至水晶宫站方向：每小时4班
- 南行列车经佩卡姆黑麦站至克拉珀姆交汇站方向：每小时4班
- 南行列车至新十字站方向：每小时4班

## 其他
2008年5月，一名塔村區議員呼籲將該站改名為孟加拉鎮站，因為這樣可以更好地反映出本站所在的區域是一個孟加拉社區的中心。然而，倫敦交通局指出改名的成本會達到2百萬並且造成混亂。
此外，也有討論關於在中央線的利物浦街站和貝思納爾綠地站之间、本站附近建設一個地铁站与本线换乘，因为中央线的隧道几乎于本站的正下方通过。然而由于中央线在高峰期极度拥挤，该计划在橫貫鐵路完工前不会实施。